# Mosteiros (Kaapverdië)
Mosteiros is een van de 22 gemeentes van Kaapverdië. Het ligt in het noorden van het eiland Fogo. De hoofdplaats van de gemeente is de stad Mosteiros.

## Politiek
Kaapverdië wordt op gemeentelijk niveau, net als op landelijk niveau, beheerst door twee partijen: aan de linkerzijde de PAICV en aan de rechterzijde de MpD.
De Gemeentelijke Vergadering (in het Portugees: Assembleia Municipal) van de gemeente Mosteiros bestaat nu uit 13 leden. Hiervan zijn 10 leden afgevaardigd door de PAICV en 3 leden door het MpD. Het gemeentebestuur (câmara) bestaat uit 5 PAICV-leden.

### Uitslagen van de gemeenteraadsverkiezingen
Elke 4 jaar vinden op dezelfde dag de verkiezingen plaats voor de Gemeentelijke Vergadering als voor het Gemeentebestuur.

#### Gemeentelijke Vergadering
|       | 2004 % | 2004 zetels | 2008 % | 2008 zetels | 2012 % | 2012 zetels |
| ----- | ------ | ----------- | ------ | ----------- | ------ | ----------- |
| PAICV | 65.73  | 9           | 63.6   | 9           | 71.9   | 10          |
| MpD   | 34.27  | 4           | 35.2   | 4           | 26.7   | 3           |

#### Gemeentebestuur
|       | 2004 % | 2004 zetels | 2008 % | 2008 zetels | 2012 % | 2012 zetels |
| ----- | ------ | ----------- | ------ | ----------- | ------ | ----------- |
| PAICV | 66.07  | 5           | 63.6   | 5           | 71.6   | 5           |
| MpD   | 33.93  | 0           | 35.4   | 0           | 27.1   | 0           |